# Љубомир Радовановић (адвокат)
Љубомир Радовановић (Шабац, 1834 — Београд, 28. јул 1868) био је српски правник и адвокат због кога су његова браћа извршила атентат на кнеза Михаила Обреновића.

## Биографија
Рођен је у Шапцу у породици трговца и ћурчије Јована Радовановића, а мајка му је била ћерка проте Николе Смиљанића.
Школовање је почео у Шапцу, а затим завршио Прву мушку гимназију у Београду 1851. године. Студирао је право у Паризу. Радио је затим као адвокат у Ваљеву. Оженио се Софијом ћерком Јеврема Тадића, трговца из Ваљева. Становали су у Ваљеву у Карађорђевој улици број 7, имали су неколико кућа, циглану, воденицу и више плацева. Према попису из 1863. имовина му је процењена на 1220 дуката, а месечни приход од адвокатске радње износио је 50 талира.
Био је вођа Клуба либерала у Ваљеву који су се залагали за уклањање кнеза Михаила Обреновића са престола Србије и за успостављање републике. Због сумње да је учествовао у прављењу лажних исправа у Тамнави у афери познатој под именом „Убски каиш“ осуђен је 1865. године на 11 године робије. После пресуде Апелационог и затим Касационог суда осуђен је на 7 година робије. Због тога је протестовала група виђенијих грађана Ваљева, а посебно његова браћа Коста и Павле Радовановић који су пресуду сматрали неправедном и да им је тиме угрожен породични понос. Посебно они су били љути на Обреновиће због смрти свог деде проте Николе Смиљанића кога је у Каони отровао Марко Штитарац по налогу кнеза Милоша. Јавно су говорили да ће убити кнеза Михаила. Замисао су остварили 29. маја 1868. на Кошутњаку.
Његова браћа као и он осуђени су на смрт 27. јула 1868. године и сутрадан је казна извршена на Карабурми. Због умешаности у убиство кнеза Михаила кућа у Ваљеву му је одузета и откупио је Јеврем Тадић и оставио у наслеђе свом сину Радомиру. Суђењем за атентат су били обухваћени и Ненадовићи одакле је био ожењен Павле Радовановић и који су родбински били повезани са супарничком династијом Карађорђевић.